# Лоцман
Вижте пояснителната страница за други значения на Пилот.
Пилот (от англ.: pilot) или лóцман (от руски: лоцман, заето от нидерландски: loodsman) е морско лице със специална подготовка, помагащ за преминаването на корабите през опасни или натоварени плавателни райони, като плитчини, входове на пристанища или устия на реки (а в някои случаи – по време на цялото плаване). До 90-те години на миналия век популярната дума в България е била "лоцман" (от руски), но днес тя се употребява само за река Дунав, а за лицата практикуващи на море се ползва английският вариант на думата - "пилот".
Управлението на кораба с помощта на пилот се нарича пилотаж (пилотско провеждане, пилотски услуги или с по-стария термин - лоцманско провеждане). То е задължително за почти всички морски пристанища по света, изключения могат да направят съответните брегови власти. В някои райони е задължително само за определени типове кораби (напр. в Босфора).
В зависимост от участъка в който пилотите извършват своята дейност съществува следното условно разделение:
- морски пилот (англ.: sea pilot) - за открито море с повишен трафик като Северно море или Английския канал до устие на река или вход на пристанище. (В това число и пилоти провеждащи кораби през плитчини и наноси непосредствено преди устия на реки - на англ. bar pilot);
- речен пилот (англ.: river pilot) - за плаване по реки до съответното пристанище. Тук става дума за провеждане на морски кораби по плавателни реки. За чисто речни кораби (напр. по р. Дунав) се употребява думата лоцман, виж по-долу;

- пристанищен пилот (англ.: harbour pilot, port pilot, docking pilot) -  при влизане в пристанища и заставане на кей.

В зависимост от продължителността на проводката е възможно да се качат няколко пилота, като с цел безопасност, те да се редуват през определен интервал от време. Често срещана практика е първо да се качи морски или речен пилот, а за заставането на кея да се качи друг пилот с по-голям опит в маневрирането и ползването на буксири.
Пилотът обикновено не се счита за член на екипажа на кораба, а се качва на кораба непосредствено преди опасния участък с помощта на пилотски катер, а в редки случаи и с хеликоптер. Качването на пилотите в открито море е операция свързана с рискове, която трябва да се изпълнява с нужната отговорност.
Според международното морско право лоцманът е със статут на съветник и наличието му на борда на кораба не освобождава капитана от пълна правна отговорност за кораба.
Пилотите обикновено са с квалификацията на капитан на кораб. В работа си ползват специални наръчници – лоции. Лоцията е книга, с подробно описание на водните пътища. Съдържа данни за водите и климата, за определените и препоръчителни курсове (маршрути), описание на бреговете, данни за пристанищата и др. Самият лоцман трябва да познава отлично своя район и да помни редица белези и признаци, които, дори и да са описани в лоцията и показани на картата, трудно се откриват или оценяват от капитана на кораба. Лоцманът също гарантира непрекъснато и незабавно следене на измененията в района (които понякога са драстични или се случват постепенно, но непрекъснато).

## В България

### Черноморски пристанища
Пилотажът в българските черноморски пристанища е задължителен за всички кораби по-големи от 100 БТ.
Пилотажната дейност за морските пристанища на България е уредена със специална Наредба издадена от Министъра на транспорта и информационните технологии.
Тази наредба определя 2 пилотажни района - Варна (от н. Сиврибурун до н. Емине) и Бургас (от . Емине до р. Резовска), като във всеки един район има по една пилотска станция. 
Различни пилотски организации (на практика частни фирми, регистрирани по Търговския закон) могат да обслужват дадена пилотска станция, стига да отговарят на съответните условия определени в наредбата.

### Река Дунав
В Кодекса на търговското корабоплаване (2023 г.) е записано:
26. "Лоцман" е морско лице с познания за корабоплавателните условия по р. Дунав и притежаващо необходимата квалификация да води кораба през определени участъци от реката.

## История
Лоцманската професия е една от най-древните морски професии. Предполага се, че подобни дейности са извършвани в Древна Гърция и Римската империя предимно от местни рибари. Португалските мореплаватели са ползвали помощта на арабски моряци, за да достигнат Индия първи от европейците (1497 г.).

### В България
Отпреди Освобождението са известни имената на някои лоцмани (пилоти) българи, които са провеждали турски и австрийски кораби по р. Дунав. След Освобождението първите известни пилоти на българските черноморски пристанища са били чужденци. Има запазени данни за Георги Стоев - кара-капитан, който с гребна лодка се е качвал на първите български кораби "Борис" и "България" и ги е упътвал към котвените места във Варненския залив.

## В литературата
Книги свързани с темата за лоцманската професия: 
- „Дунавският лодкар“ - роман на Жул Верн, оригинално заглавие - “Le pilote du Danube”. Романтично-приключенска история включваща описание на борбите на българите за национално освобождение.[7]
- „Животът по Мисисипи“ от американския писател Марк Твен, който е бил лоцман по тази река.
- „Белият лоцман“ - приключенска повест на българския писател Петър Бобев публикувана през 1961 г.

## Галерия
- Сигналният флаг H (Hotel - "Имам пилот на борда") се вдига на пилотските катери и на корабите, когато се качи пилот.
- Флагът G (Golf) означава "Искам пилот", но на практика той не се употребява днес.

## Външни връзки
- „Пилотска станция Варна“ ЕООД

- „Пилотска станция Бургас“ ООД